# Eva Kelly Bowring

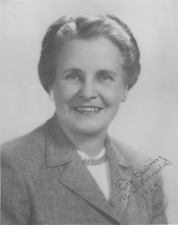
Eva Kelly Bowring

Eva Kelly Bowring (* 9. Januar 1892 in Nevada, Vernon County, Missouri; † 8. Januar 1985 in Gordon, Nebraska) war eine US-amerikanische Politikerin  der Republikanischen Partei und für einen Zeitraum von sieben Monaten US-Senatorin für den Bundesstaat Nebraska.

## Biografie
Eva Bowring wuchs auf einer Farm in Missouri auf und übernahm diese nach dem Tod ihrer Eltern. 1928 heiratete sie den Republikaner Arthur Bowring, über den sie schließlich Kontakt mit der Politik bekam. Beide betrieben bald darauf eine eigene Farm bei Merriman (Nebraska). Von 1946 bis 1954 war Bowring Vizevorsitzende des Zentralkomitees der Republikaner von Nebraska und betätigte sich im selben Zeitraum als Vorsitzende der Frauenbewegung.
Nach dem Tod von Senator Dwight Griswold ernannte Gouverneur Robert B. Crosby Bowring am 15. April 1954 zu dessen Nachfolgerin. Sie trat ihren Posten am folgenden Tag an und war damit die erste Senatorin Nebraskas. Sie schied am 7. November 1954 mit der Wahl ihrer Nachfolger aus dem Senat aus. Für die verbleibenden sieben Wochen von Griswolds Amtszeit wurde Hazel H. Abel gewählt, die erste Frau, die als Nachfolgerin einer Frau in den Senat gewählt wurde. Für die anschließende Amtszeit von sechs Jahren wurde Carl Curtis beider Nachfolger. Auch nach ihrem Ausscheiden als Senatorin blieb Bowring eine engagierte Politikerin, die in verschiedenen Gremien tätig war. So war sie von 1954 bis 1958 Gutachterin im Gesundheitsministerium von Nebraska. Ebenso saß sie von 1956 bis 1964 im Begnadigungsausschuss des Justizministeriums.
Nach ihrem Tod, einen Tag vor ihrem 93. Geburtstag, wurde die Bowring Ranch, die sie und ihr Mann betrieben hatten, Teil eines Nationalparks.